# Daytona Demon
Daytona Demon è il terzo singolo di Suzi Quatro, scritto e prodotto da Nicky Chinn e Mike Chapman, pubblicato nel 1973.
Il brano è spesso considerato come una revisione di Tallahassee Lassie di Freddy Cannon e un riferimento a Daytona Beach, in Florida.
In Australia Daytona Demon raggiunge la 3# posizione nell'autunno del 1974, mentre nel Regno Unito, raggiunse la 13# posizione nel 1973.